# Hermann Heemsoth

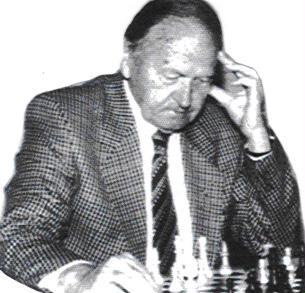
Hermann Heemsoth

Hermann Heemsoth (* 21. Dezember 1909 in Bremen; † 20. Januar 2006) war ein deutscher Fernschachgroßmeister.

## Fernschach
Heemsoth erlernte das Schachspiel im Alter von 16 Jahren. Ab 1931 spielte er Fernschach. In dieser Disziplin wurde er – bisher als einziger – zweimal deutscher Fernschachmeister, nämlich 1951/54 bei der Gesamtdeutschen Meisterschaft und 1966/69 bei der Deutschen Meisterschaft. Im Dr.-Dyckhoff-Fernschach-Gedenkturnier 1954/56 belegte er den 7. Platz unter den weltbesten Fernschachspielern. Im Jahre 1972 erhielt er den Titel Internationaler Fernschachmeister und 1986 belegte er im Bernard-Friedmann-Fernturnier von Kanada den geteilten 2. Platz. Daraufhin wurde ihm vom ICCF der Titel Fernschachgroßmeister verliehen.

## Nahschach
Auch im Nahschach erreichte Heemsoth eine passable Spielstärke. 1925 wurde er Mitglied in der Bremer Schachgesellschaft von 1877. Fünfmal gewann er die Stadtmeisterschaft von Bremen, sechsmal die Weser-Ems-Meisterschaft. 1951 wurde er norddeutscher Meister. 1958 siegte er in Hastings im Premier-Reserve Turnier. Von 1971 bis Mitte der 1980er Jahre spielte er für Werder Bremen in der Oberliga.

## Funktionär
Von 1956 bis 1988 war Heemsoth Präsident des Deutschen Fernschachbundes (BdF). Auch arbeitete er seit Mitte der 1970er Jahre in der Dokumentationskommission des ICCF.
Im Mai 2002 sprach ihm der Deutsche Schachbund Dank und Anerkennung in Form einer Ehrenurkunde aus.

## Autor
Heemsoth veröffentlichte und kommentierte zahlreiche Partien in verschiedenen Schachzeitschriften. Auch brachte er eine eigene Partiensammlung „Meine 75 besten Partien“ heraus. Von 1949 bis 1985 war er im Weser-Kurier verantwortlich für die wöchentliche Schachspalte. Weitere Veröffentlichungen:
- Kurt-Klar-Gedenkturnier (ISBN 3-925691-08-1), 1994
- 1. Europa-Fernschach-Mannschaftsmeisterschaft 1973–1983 (zusammen mit Hans Joachim Heitmann)
- Albins Gegengambit (ISBN 3-7919-0241-5) (zusammen mit Ludwig Steinkohl)

## Privates
Heemsoth studierte ab 1929 in Hamburg und Wien. Danach unterrichtete er als Realschullehrer in den Fächern Mathematik, Englisch und Sport von 1933 bis 1973 in Hamburg und Bremen.